# Бараковська (муніципальне утворення «Нікольське»)
Бараковська (рос. Бараковская) — присілок в Шенкурському районі Архангельської області Російської Федерації.
Населення становить 0 осіб. Входить до складу муніципального утворення Нікольське муніципальне утворення.

## Історія
Від 1937 року належить до Архангельської області.
Від 2004 року належить до муніципального утворення Нікольське муніципальне утворення.

## Населення
| 2002 | 2010 | 2012 |
| ---- | ---- | ---- |
| 0    | →0   | →0   |